# Волконский, Алексей Викторович (партийный деятель)
Алексей Викторович Волконский (1911 — 1985) — советский хозяйственный, государственный и политический деятель.

## Биография
Родился в 1911 году в деревне Нечаевщина. Член КПСС.
С 1930 года — на хозяйственной, общественной и политической работе. В 1930—1979 гг. — матрос-рулевой в порту, в РККА, фельдъегерь, секретарь в Пеновском отделении НКВД, зам. заведующего отделом кадров, заведующий военным отделом Пеновского райкома ВКП(б), командир партизанского отряда Лизы Чайкиной, начальник политотдела Пеновской МТС, секретарь по кадрам, второй секретарь Селижаровского райкома ВКП(б), председатель Осташковского райисполкома, первый секретарь Осташковского райкома ВКП(б), первый секретарь Торжокского горкома партии, начальник Торжокского районного управления сельского хозяйства.
Избирался депутатом Верховного Совета СССР 5-го созыва. Делегат XX и XXII съездов КПСС.
Почётный гражданин города Торжка (29 мая 1984 года).
Умер в селе Вселуки в 1985 году. Похоронен на кладбище деревни Олений Рог-1.